# Catéter de diálisis

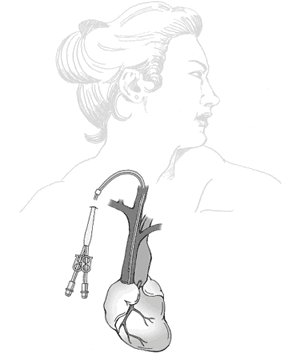
Catéter temporal para realizar la hemodiálisis.

Un catéter de diálisis es un catéter usado para mover sangre del paciente a y desde la máquina de hemodiálisis.
El catéter de diálisis contiene dos luces:
- Venoso
- Arterial

Esto es una terminología confusa para el lego, porque ambas luces están en la vena. La luz arterial (típicamente roja) retira la sangre del paciente y la lleva a la máquina de diálisis, mientras que la luz venosa (típicamente azul) retorna la sangre al paciente desde la máquina de la diálisis. Los caudales de los catéteres de diálisis tienen un rango entre 200 a 500 ml/min.
Si un paciente requiere terapia de diálisis de largo plazo, se le insertará un catéter de diálisis crónico (también conocido como permanente). Los catéteres crónicos poseen un tubo con un recubrimiento de dacrón que es introducido debajo de la piel aproximadamente de 3 a 8 centímetros. La función de dicho túnel es agregar una barrera a las infecciones. El  catéter de diálisis más popular en el mercado hoy en día es el catéter split-tip. Este catéter contiene dos extremos flotantes libres.

## Colocación del catéter
El catéter se coloca dejando la parte más profunda alojada en una vena gruesa,  la vena cava superior  vena cava superior o VCS o en la vena cava inferior  vena cava inferior o VCI . Un catéter de VCS se coloca pinchando la vena yugular interna en el cuello (usualmente en el lado derecho), avanzando hacia abajo en dirección al pecho. Alternativamente, otras vías de acceso para un catéter de VCS pueden ser las venas subclaviculares (también denominada v. subclavia) justo detrás de la clavícula, a menudo su colocación es a la derecha. El acceso a la VCI se logra puncionando las venas femorales. Sin embargo, esta es una opción  secundaria debido a que la zona de la ingle es más propensa a infecciones y también porque el paciente no puede sentarse en una posición cómoda, si bien en casos de urgencia es la mejor opción por tratarse de un acceso más rápido y fácil de colocar, lo que permite ganar tiempo para salvar la vida al paciente.

## Complicaciones
Algunas complicaciones comunes en el funcionamiento de los catéteres de diálisis incluyen: coagulación, infecciones y/o acodamientos.

## Las fístulas versus los catéteres
Las fístulas arteriovenosas creadas quirúrgicamente (fístulas de Cimino) son preferidas frente a los catéteres para los pacientes con falla renal crónica, debido al menor riesgo de infección (como endocarditis, bacteriemia), y porque el riesgo de hospitalización y de muerte son más bajos.